# Maxime Janvier
Maxime Janvier (ur. 18 października 1996 w Creil) – francuski tenisista.

## Kariera tenisowa
W przeciągu kariery wygrał jeden singlowy turniej rangi ITF.
W 2018 roku podczas French Open zadebiutował w turnieju głównym imprezy wielkoszlemowej. Startując z „dziką kartą” odpadł w pierwszej rundzie z Keiem Nishikorim.
Najwyżej sklasyfikowany w rankingu gry pojedynczej był na 170. miejscu (30 września 2019), a w klasyfikacji gry podwójnej na 305. pozycji (1 lipca 2019).

### Zwycięstwa w turniejach ATP Challenger Tour w grze pojedynczej
| Końcowy wynik | Nr | Data                 | Turniej    | Nawierzchnia | Przeciwnik         | Wynik finału |
| ------------- | -- | -------------------- | ---------- | ------------ | ------------------ | ------------ |
| Zwycięzca     | 1. | 15 października 2016 | Casablanca | Ceglana      | Stefanos Tsitsipas | 6:4, 6:0     |